# Železná hvězda
Železná hvězda je v astronomii hypotetickým typem kompaktní hvězdy, jenž by mohl existovat ve vzdálené budoucnosti.
Jedná se o vesmírná tělesa zcela odlišná např. od modrých veleobrů, kteří mají ve svých spektrech čáry zakázaného FeII, a stejně tak je nelze zaměňovat ani s neutronovými hvězdami, jež podle některých předpovědí mohou mít železný povrch.
Železné hvězdy by se mohly ve vesmíru vyskytovat v extrémně daleké budoucnosti, odhadem za 101500 let.
Myšlenka jejich vzniku předpokládá, že studená fúze, ke které dochází prostřednictvím kvantového tunelování, způsobí, že se lehká jádra prvků v běžné hmotě vyhaslých hvězd malých hmotností sloučí do jader nejstabilnějšího prvku, tedy železa-56. U jader těžších zase štěpení a emise alfa-částic způsobí, že se naopak na železo rozpadnou. Vyhaslé menší hvězdy se tak časem přemění na studené koule železa.
Vznik těchto hvězd by byl možný pouze, pokud by se potvrdilo, že se v jádrech jejich atomů dříve nerozpadnou protony. Doposud ale nebylo zjištěno, jak stabilně se protony v tak dlouhých časových měřítkách chovají.
Předpokládá se, že za 101026 až 101076 let by se železné hvězdy vlivem úbytku elektronů zhroutily a staly by se z nich neutronové hvězdy a černé díry.